# Tercer Libro de Enoc
El Tercer Libro de Enoc es un pseudoepígrafo de la Biblia hebrea cuyo origen data de manuscritos escritos probablemente alrededor del siglo V, aunque podría remontarse al siglo II. El tercer Libro de Enoc es conocido también como 3 Enoch, El Libro Hebreo de Enoc o el Sefer Hekhalot (Libro de los palacios). En este libro se relata la ascensión de Enoc a los cielos para convertirse en el ángel Metatrón, relato recibido por el rabino Ismael.
Por lo general, el Libro de Enoc se refiere al Primer Libro de Enoc, que se encuentra íntegro solo en los idiomas semíticos etíopes. También está el Segundo Libro de Enoc, que ha sobrevivido solo en eslavo antiguo.

## Contenido
Los eruditos modernos describen este libro como pseudoepígrafe, ya que en él se dice que fue escrito por el rabino Ismael que se convirtió en un "sumo sacerdote" después de las visiones de la ascensión al cielo. El rabino Ismael es una figura destacada de la literatura cabalística judía.
El nombre Sefer Hekhalot (en hebreo la palabra "Hejalot" significa palacios o templos), de acuerdo con lo que su supuesto autor propone, pone este libro como parte de la tradición los palacios celestiales y la Merkabá. El contenido del Tercer libro de Enoc sugiere que su origen es más reciente que otros textos Merkaba. El libro no contiene himnos Merkaba, tiene un diseño y una adjuración únicos. Todos estos factores hacen del Tercer Libro de Enoc una obra inédita, no solo entre los escritos de la Merkaba, sino también entre los libros de Enoc.
El Tercer Libro de Enoc contiene varias palabras griegas y latinas. Este libro, a diferencia del Primer Libro de Enoc, parece haber sido escrito originalmente en hebreo. Hay una serie de indicios que sugieren que los escritores del Tercer Libro de Enoc tenían conocimiento o al menos habían leído el Primer libro de Enoc.
Entre algunos de los puntos más relevantes que aparecen en el tercer Libro de Enoc están:
- Enoc asciende al cielo en un carro de fuego (3 Enoc 6:1; 07:01)
- Enoc se transforma en un ángel (3 Enoc 9:1-5; 15:1-2)
- Enoc, como un ángel exaltado, está sentado en un trono en el cielo (3 Enoc 10:1-3, 16:01)
- Enoc recibe una revelación de los secretos cosmológicos de la creación (3 Enoc 13:1-2)
- La historia de los metales preciosos y cómo no les servirán de nada a quienes los usan o hacen ídolos de ellos (3 Enoc 5:7-14)
- Un ángel hostil llamado Azaz'el/Aza'el y otros dos como él se mencionan de pasada (3 Enoc 4:6; 05:09)

Los temas principales de que trata el Tercer Libro de Enoc son la ascensión de Enoc al cielo y su transformación en el ángel Metatrón.